# Luigi Lonfernini (Politiker, 1938)
Luigi Lonfernini (* 31. August 1938 in Borgo Maggiore) ist ein san-marinesischer Politiker und Jurist. Er war in den Jahren 1971 und 2001 als Capitano Reggente Staatsoberhaupt von San Marino.

## Leben
Lonfernini schloss 1962 das Jurastudium an der Universität Bologna ab. Er gehörte dem Partito Democratico Cristiano Sammarinese an und vertrat die Christdemokraten von 1964 bis 1983 und von 1998 bis 2001 im Consiglio Grande e Generale, dem Parlament San Marinos.
1964 wurde er Minister für Tourismus und Sport (Deputato per il Turismo, lo Sport e lo Spettacolo). Er behielt dieses Amt nach der Regierungsumbildung im November 1966. Nachdem Innenminister Gian Luigi Berti im Dezember 1968 aus gesundheitlichen Gründen zurückgetreten war, folgte ihm Lonfernini ab dem 1. Januar 1969 als Segretario di Stato per gli Affari Interni e Deputato ad interim per il Commercio e l’Artigianato. Das Tourismusressort gab er am 22. Mai 1969 ab. Nach der Parlamentswahl 1969 war er im 15. Kabinett zuerst Arbeitsminister (Deputato per il Lavoro). 1970 übernahm er das Landwirtschaftsministerium (Deputato per l’Agricultura e l’Industria) und folgte 1972 Giancarlo Ghironzi als Finanzminister (Segretario di Stato alle Finanze e Bilancio, l’Artigianato e il Commercio). Der Partito Socialista Democratico Indipendente Sammarinese (PSDIS) schied 1973 aus der Regierung aus und der PDCS bildete mit dem Partito Socialista Sammarinese (PSS) und dem Movimento Libertà Statuarie (MLS) eine neue Regierung, der Lonfernini nicht mehr angehörte. Von 1976 bis 1978 war er Bildungsminister (Deputato per la Pubblica Istruzione e la Cultura) im von PDCS und PSS gebildeten 18. Kabinett.
Lonfernini war von 1. April bis 1. Oktober 1971 und erneut von 1. April 2001 bis 1. Oktober 2001 Staatsoberhaupt (Capitano Reggente) von San Marino.
Er lehrte an der Scuola di Perfezionamento di Studi Giuridici Sammarinesi der Universität der Republik San Marino und gehört seit 1988 dem Istituto Giuridico Sammarinese der Universität an. Lonfernini war von 1988 bis 1996 Präsident der Anwalts- und Notarkammer (Ordine degli Avvocati e Notai) und Vorsitzender des Beirats der freien Berufe (Consulta dei Liberi Professionisti). Seit 1996 ist er Vorsitzender des Verwaltungsrats der Banca Agricola Commerciale della Repubblica di San Marino. Lonfernini verfasste mehrere juristische Fachbücher.

## Schriften
- Istituzione del Diritto Pubblico Sammarinese, 1990
- Istituzione di Diritto Civile Sammarinese
- Diritti Reali – Le successioni per causa di morte
- Le donazioni, 1998
- Le obbligazioni, 2000
- I diritti della persona, 2002
- Procedura Giudiziaria Civile Sammarinese.Parte Iª 2004
- Procedura Giudiziaria Civile Sammarinese.Parte IIª, 2006
- Diritto Commerciale Sammarinese
- La riforma del diritto societario, 2008
- Diritto ereditario, 2009
- Come si assicurano le obbligazioni., 2011
- Diritto del lavoro, 2012
- L’inadempimento, 2014

## Ehrungen
- Grand Maitre de l’Ordre National de la Republique du Senegal (1969)
- Grande Ufficiale nell’ordine al merito della Repubblica Italiana (1971)
- Commendatore nell’ordine al merito della Repubblica Italiana (1971)
- Ehrendoktor der Sōka-Universität Tokio (2007)[10]